# NGC 2719
NGC 2719 is een onregelmatig sterrenstelsel in het sterrenbeeld Lynx. Het hemelobject werd op 28 maart 1786 ontdekt door de Duits-Britse astronoom William Herschel. Het bevindt zich in de buurt van NGC 2719A.

## Synoniemen
- UGC 4718
- KCPG 181A
- MCG 6-20-17
- Arp 202
- ZWG 180.25
- KUG 0857+359A
- PGC 25281